# 黃檀草履介殼蟲
黃檀草履介殼蟲（学名：Drosicha dalbergiae）为碩介殼蟲科草履介殼蟲屬下的一个种。